# Königin-Alexandra-Kette

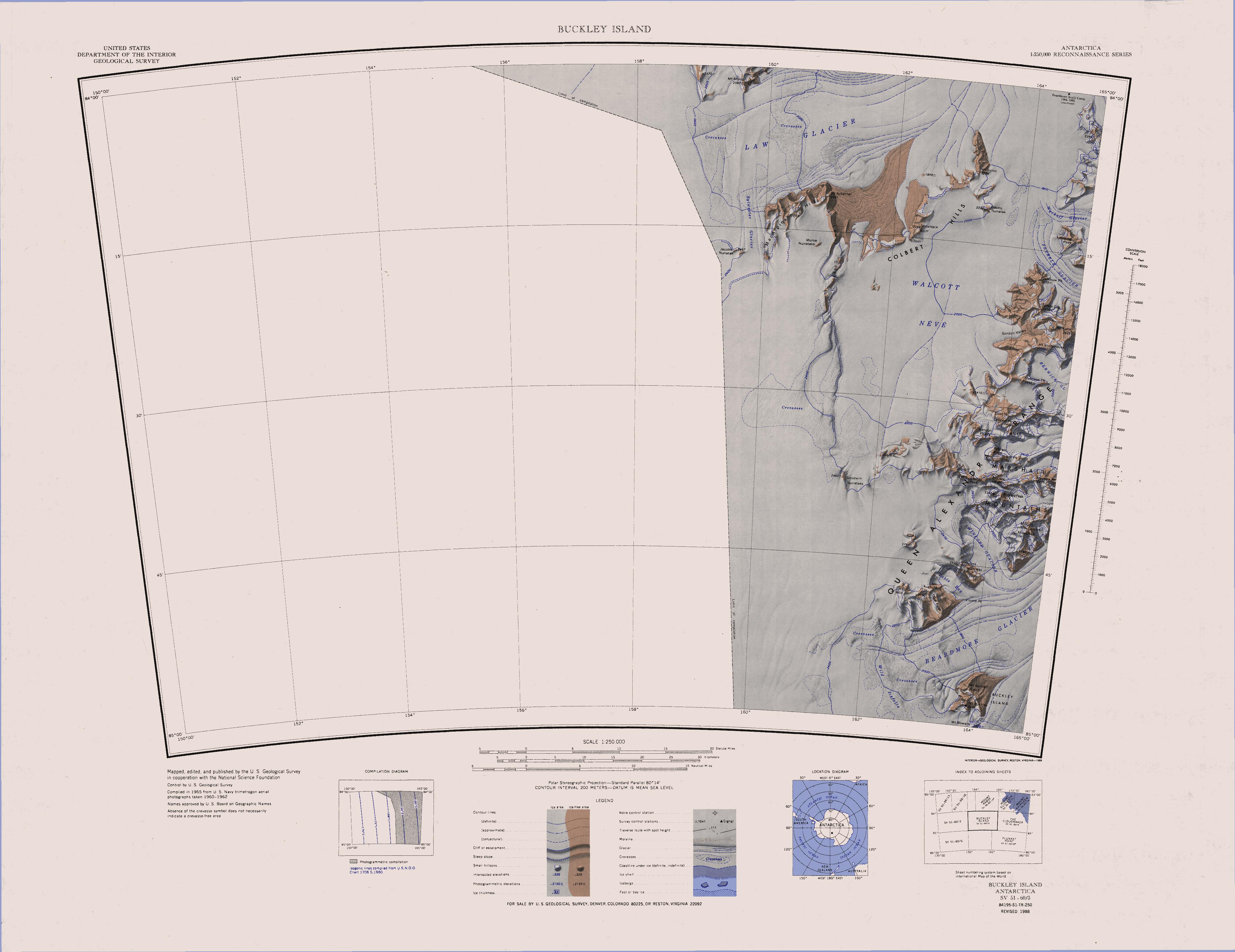
Südwestlicher Teil
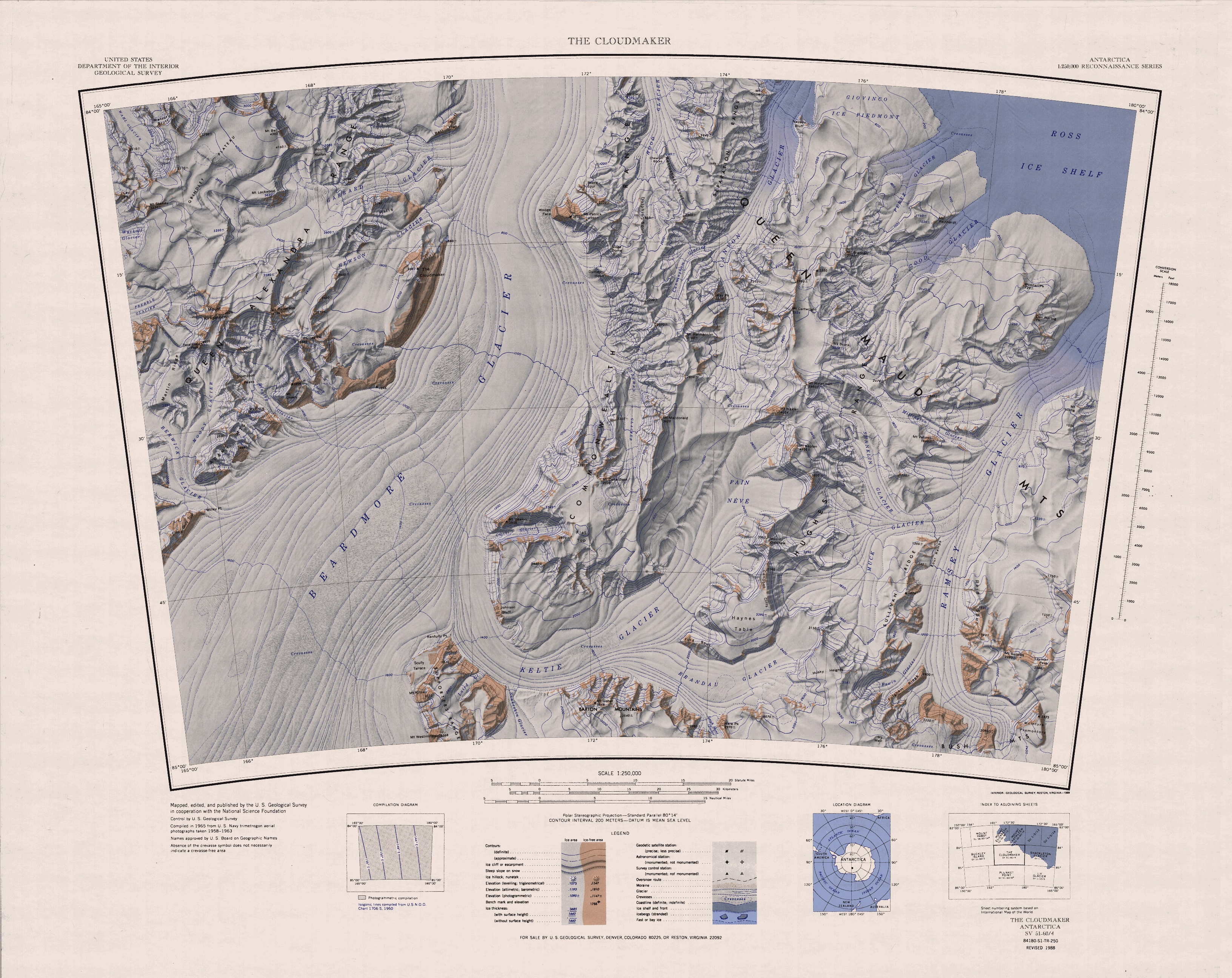
Südöstlicher Teil im Westen der Karte

Die Königin-Alexandra-Kette (englisch Queen Alexandra Range) ist ein etwa 160 Kilometer langer und aus bis zu 4528 m hoch ansteigenden Tafelbergen bestehender Gebirgszug in der antarktischen Ross Dependency. Der britische Polarforscher Ernest Shackleton und drei Begleiter entdeckten den Gebirgszug im Dezember 1908 beim Versuch, im Rahmen der Nimrod-Expedition den geographischen Südpol zu erreichen, und benannten ihn nach der britischen Queen Consort Alexandra.

## Berge
Die höchste Erhebung der Königin-Alexandra-Kette und zugleich der höchste Gipfel des gesamten Transantarktischen Gebirges ist der Mount Kirkpatrick (4528 m). Weitere Berge sind Mount Elizabeth (4480 m), Mount Bell (4303 m), Mount Mackellar (4297 m), Fleming Summit (4200 m), Mount Dickerson (4120 m) und der Mount Anne (3870 m).